# Alfred Heinrich (policjant)
Alfred Heinrich (ur. ?, zm. 1 lub 2 września 1939 w Gdańsku) – niemiecki policjant, SS-Untersturmführer. W 1939 był porucznikiem SS w Wolnym Mieście Gdańsku. Jeden z dowódców niemieckiego ataku na Pocztę Polską w Gdańsku we wrześniu 1939 roku. Zmarł w wyniku odniesionych ran.

## Poczta Polska w Gdańsku
1 września 1939 roku porucznik Heinrich dowodził atakiem na Pocztę Polską w Gdańsku. Podczas pierwszego ataku na paczkarnię został ciężko ranny. Zmarł 1 lub 2 września.